# Courtney Greene
Courtney Greene (New Rochelle, 23 novembre 1986) è un ex giocatore di football americano statunitense che ha militato nel ruolo di safety nella National Football League (NFL).

## Carriera
Al college Greene giocò a football a Rutgers. Fu scelto nel corso del settimo giro (245º assoluto) del Draft NFL 2009 dai Seattle Seahawks. Fu svincolato prima dell'inizio della stagione regolare e firmò con i Jacksonville Jaguars con cui giocò tre stagioni, la migliore delle quali fu la seconda, in cui disputò 14 partite, di cui 11 come titolare, con 78 tackle, un intercetto e un fumble forzato.